# بيلي والش
بيلي والش (بالإنجليزية: Billy Walsh)‏ (31 مايو 1921 بدبلن في جمهورية أيرلندا - 28 يوليو 2006 في أستراليا) هو مدرب كرة قدم ولاعب كرة قدم أيرلندي في مركز الوسط. شارك مع منتخب أيرلندا لكرة القدم ومنتخب جمهورية أيرلندا لكرة القدم. أما مع النوادي، فقد لعب مع أولدهام أثلتيك ومانشستر سيتي ومانشستر يونايتد ونادي روتشديل ونادي تشيلمسفورد وEastern Suburbs AFC ‏ وكانتربري سيتي ‏.

## وصلات خارجية
- بيلي والش على موقع قاعدة بيانات كرة القدم.إي يو (الإنجليزية)
- بيلي والش على موقع ناشيونال فوتبول تيمز (الإنجليزية)